# Jesse Kriel

a Compétitions nationales et continentales officielles uniquement.

b Matchs officiels uniquement.
Dernière mise à jour le 6 juillet 2025.
Jesse Kriel, né le 15 février 1994 au Cap (Afrique du Sud), est un joueur international sud-africain de rugby à XV jouant au poste de centre pour les Yokohama Canon Eagles dans le championnat japonais, depuis 2020.

## Biographie
Jesse Kriel grandit dans une famille de rugbymen. Son arrière-grand-père John Hogdson était un joueur anglais de très bon niveau qui a été sélectionné à plusieurs reprises avec les Lions. Son frère jumeau Dan Kriel (en) est lui aussi un joueur professionnel.
Il obtient sa première sélection avec les Springboks le 18 juillet 2015 à Brisbane contre l'Australie.
Il participe ensuite à la coupe du monde en 2015, jouant sept rencontres, face au Japon, les Samoa, l'Écosse, les États-Unis, le pays de Galles, la Nouvelle-Zélande et l'Argentine. Il est aussi sélectionné pour la Coupe du monde 2019, même s'il doit déclarer forfait pour la suite de la compétition après avoir été blessé durant le premier match.
Au mois de mai 2019, il s'engage avec les Canon Eagles, un club situé dans l'agglomération de Tokyo évoluant dans le championnat japonais, et les rejoint à partir de la saison 2020.
En juin 2023 il est sélectionné par Jacques Nienaber dans un groupe de quarante joueurs pour préparer le Rugby Championship,. Durant cette compétition, il ne joue qu'un seul match et l'Afrique du Sud termine à la deuxième place,. Puis, début août, il est convoqué pour participer à la Coupe du monde 2023. Durant le Mondial, il dispute dispute six rencontres, dont cinq en tant que titulaire et marque un essai, en phase de poule contre les Tonga. Son pays se qualifie en finale où il affronte la Nouvelle-Zélande. Jesse Kriel est titularisé au centre aux côtés de Damian de Allende et son équipe s'impose sur le score de 11 à 12. Les Springboks sont donc champions du monde pour la quatrième fois de leur histoire, devant l'équipe la plus titrée de la compétition désormais,,. Kriel remporte quant à lui cette compétition pour la seconde fois consécutive.
Le 5 juillet 2025 à l'occasion de sa 80ème sélection lors d'un match contre l'Italie (victoire 42-24) il est pour la 1er fois nommé capitaine des Springboks. Il ouvre même le score marquant ainsi son 19ème essai.

## Statistiques
Au 29 octobre 2023, Jesse Kriel compte 80 sélections, dont 69 en tant que titulaire, en Afrique du Sud. Il inscrit 75 points, 15 essais
Il a pris part à huit éditions du Rugby Championship, en 2015, 2016, 2017, 2018, 2019, 2021, 2022 et 2023.

## Palmarès
- Afrique du Sud -20
  - Finaliste du Championnat du monde junior en 2014
- Afrique du Sud
  - Vainqueur du Rugby Championship en 2019 et 2024.
  - Vainqueur de la Coupe du monde en 2019 et 2023.